# J'ai cherché
J'ai cherché (srp. Tražio sam) je dens pop pesma koju izvodi francusko-izraelski pevač Amir Hadad. Pesmu je napisao Amir uz pomoć Johana Eramija i Nazim Kaled. Amir je ovom pesmom predstavljao Francusku na pesmi Evrovizije 2016.; zauzeto je šesto mesto u finalu osvojivši 257 poena.

## Pesma Evrovizije 2016.
29. februara 2016, francuski emiter je objavio da će Frans predstavljati Francusku na pesmi Evrovizije 2016. Automatski je prošao u finale, jer je francuska članica velike petorke, ali je ipak otpevao svoju pesmu u prvom polufinalu koje je bilo održano 10. maja. U finalu je osvojio šesto mesto što je najbolji rezultat francuske od 2002. zahvaljujući novom sistemu glasanja.

## Ostale verzije
- "Yo busqué" (verzija na španskom jeziku)
- "Looking for you" (verzija na engleskom jeziku)